# یوینیوس
یوینیوس (به چکی: Jeviněves) یک منطقهٔ مسکونی در جمهوری چک است که در ناحیه میلنیک واقع شده‌است.